# Plzeň-Nam (huyện)
Huyện Plzeň-Nam (tiếng Séc: Okres Plzeň-jih) là một huyện (okres) nằm trong vùng Plzeň của Cộng hòa Séc. Huyện Plzeň-Nam có diện tích 1080 km2, dân số năm 2002 là 68495 người. Thủ phủ huyện đóng ở Pilsen. Huyện này có 90 khu tự quản.

## Các khu tự quản
Huyện Plzeň-Nam có 90 khu tự quản sau:
Blovice -
Bolkov -
Borovno -
Borovy -
Buková -
Chlum -
Chlumčany -
Chlumy -
Chocenice -
Chotěšov -
Čižice -
Čížkov -
Čmelíny -
Dnešice -
Dobřany -
Dolce -
Dolní Lukavice -
Drahkov -
Honezovice -
Horní Lukavice -
Horšice -
Hradec -
Hradiště -
Jarov -
Kasejovice -
Kbel -
Klášter -
Kotovice -
Kozlovice -
Kramolín -
Letiny -
Lisov -
Líšina -
Louňová -
Lužany -
Měcholupy -
Merklín -
Mileč -
Milínov -
Míšov -
Mladý Smolivec -
Mohelnice -
Nebílovy -
Nekvasovy -
Nepomuk -
Netunice -
Neurazy -
Nezdice -
Nezdřev -
Nová Ves -
Nové Mitrovice -
Oplot -
Oselce -
Otěšice -
Polánka -
Prádlo -
Předenice -
Přestavlky -
Přeštice -
Příchovice -
Ptenín -
Radkovice -
Roupov -
Řenče -
Seč -
Sedliště -
Skašov -
Soběkury -
Spálené Poříčí -
Srby -
Stod -
Střelice -
Střížovice -
Štěnovice -
Tojice -
Třebčice -
Týniště -
Únětice -
Útušice -
Ves Touškov -
Vlčí -
Vlčtejn -
Vrčeň -
Vstiš -
Zdemyslice -
Zemětice -
Žákava -
Ždírec -
Žinkovy -